# Виндзорский стул

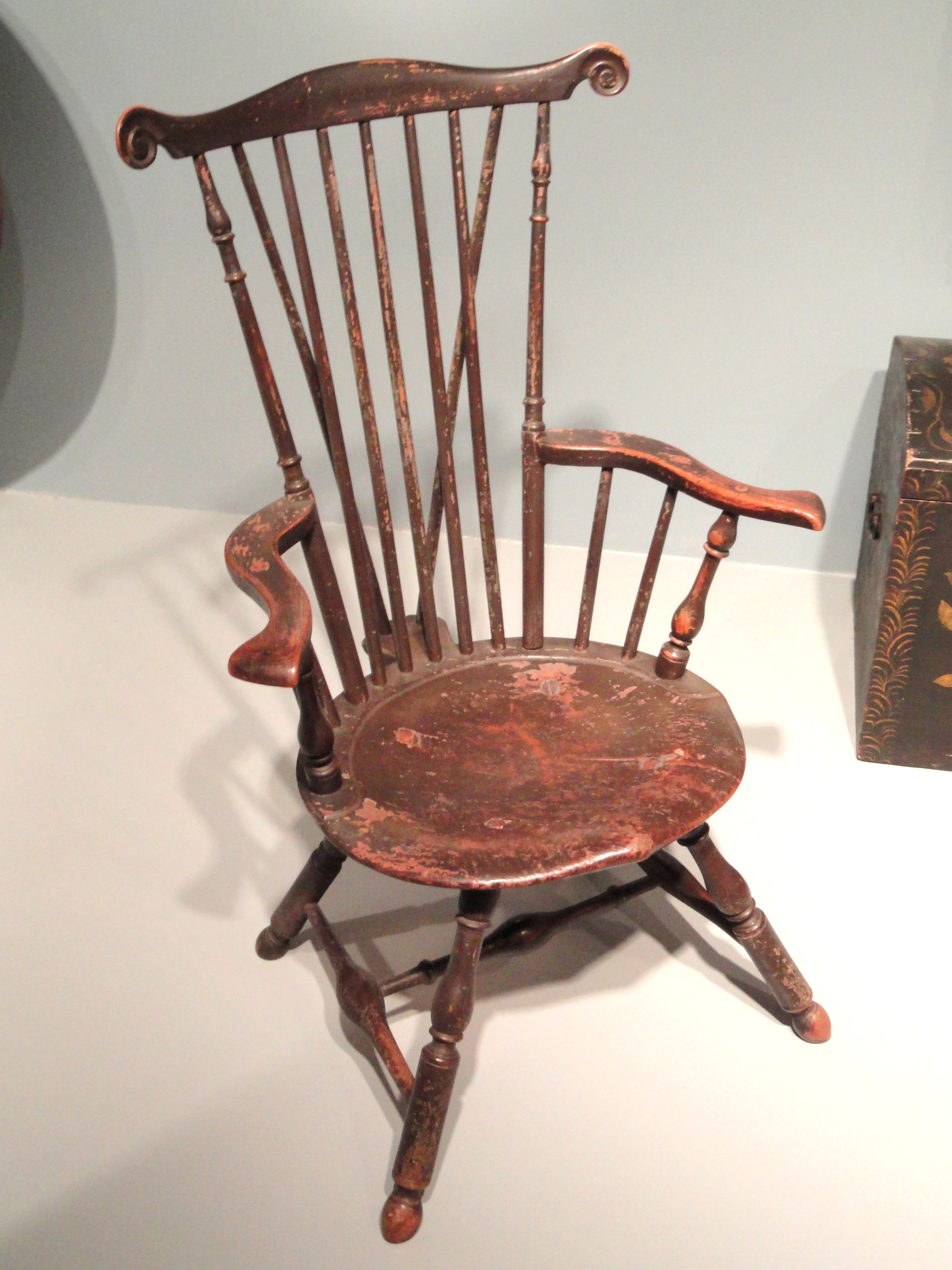
Виндзорский стул. 1760—1770

Виндзорский стул (англ. Windsor chair) — тип мебели каркасной конструкции, стул со спинкой из веерообразно расходящихся буковых стволов, обработанных на токарном станке и напоминающих колесные спицы. Сиденье вырезано в форме мелкой тарелки, похожей на конское седло. Существует предположение, согласно которому такие стулья изготавливали мастера-каретники. Один подобный стул обнаружил в конце XVII в. принц Уэльский в крестьянском доме на юге Англии, близ Виндзорского замка и приказал его скопировать.
Мебель с ажурными спинками стала характерной чертой «английского стиля» на протяжении всего XVIII в., времени правления королей Георгов из Ганноверской династии. Похожую мебель изготавливали по проектам Т. Чиппендейла, Дж. Хэпплуайта и Т. Шератона. Оригинальная конструкция виндзорских стульев предвосхитила формы гнутой мебели фирмы «Тонет», немецко-австрийского бидермайера и мебели модерна, или стиля ар нуво конца XIX — начала XX века.
Английские поселенцы перенесли эту мебель в Северную Америку около 1762 г., однако существует предположение, что первый американский виндзорский стул был изготовлен в Филадельфии в 1730 году.